# Kroktjärnen (Alanäs socken, Jämtland, 712794-148155)
Kroktjärnen är en sjö i Strömsunds kommun i Jämtland och ingår i Ångermanälvens huvudavrinningsområde.